# Hercostomus brunneipygus
Hercostomus brunneipygus är en tvåvingeart som först beskrevs av Meijere 1916.  Hercostomus brunneipygus ingår i släktet Hercostomus och familjen styltflugor. Inga underarter finns listade i Catalogue of Life.